# Lysiphyllum hookeri
Bauhinia hookeri là một loài thực vật có hoa trong họ Đậu. Loài này được (F.Muell.) Pedley miêu tả khoa học đầu tiên.

## Hình ảnh

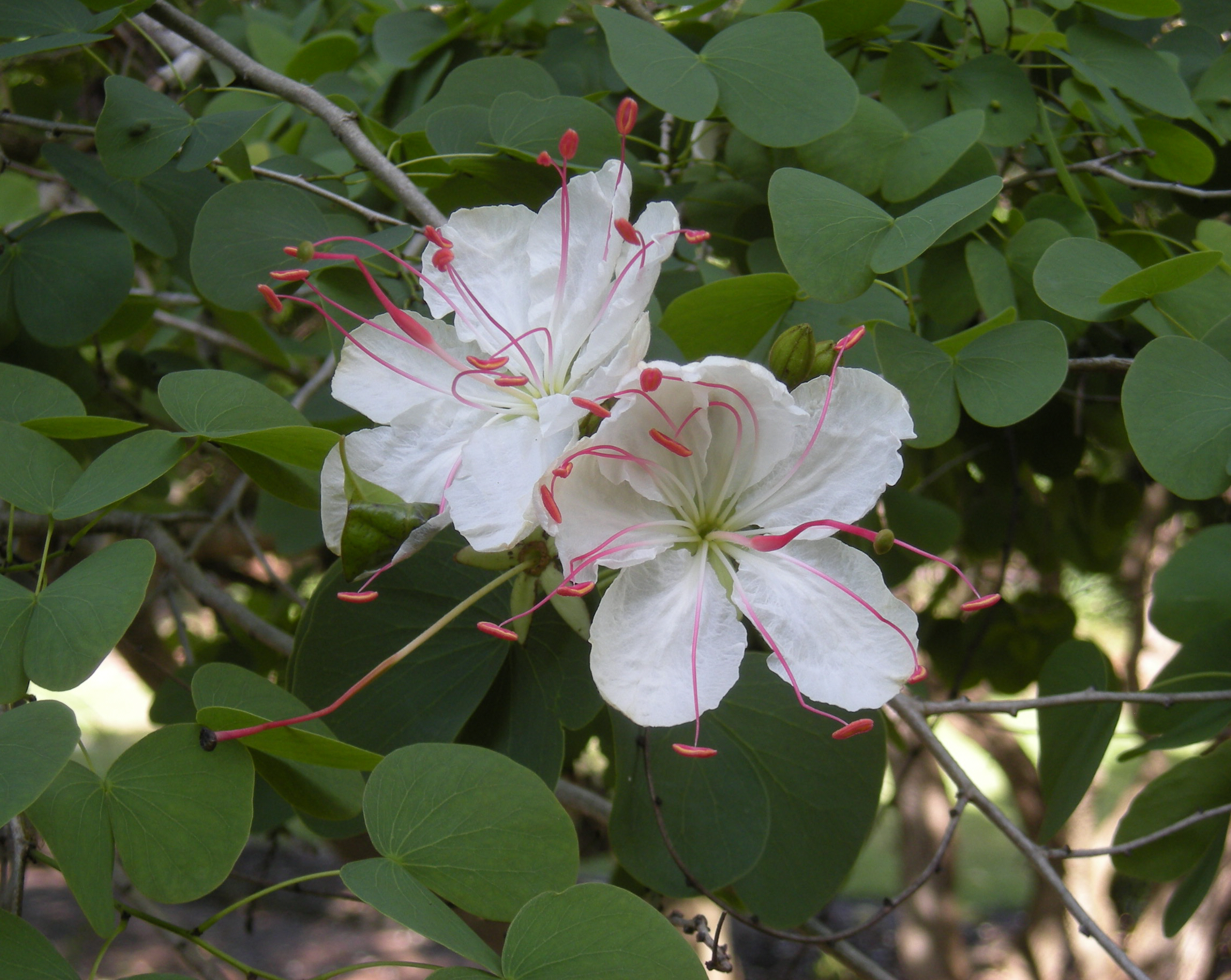